# Anne Dorval
Anne Dorval (Rouyn-Noranda, 8 novembre 1960) è un'attrice e doppiatrice canadese.

## Biografia
Dorval è nota per aver interpretato il ruolo di Criquette Rockwell nella serie televisiva canadese Le cœur a ses raisons, apparendo inoltre in diverse altre serie canadesi, come Chambres en ville, Virginie, Paparazzi e Rumeurs. 
Nel 2009 e nel 2010 ha recitato in due film diretti da Xavier Dolan, ossia in J'ai tué ma mère, nel ruolo di co-protagonista assieme a Dolan stesso, e in una parte minore di Les Amours imaginaires. Nel 2010, al Palm Springs International Film Festival, ha vinto il Premio FIPRESCI come migliore attrice per la sua recitazione in J'ai tué ma mère. Nel 2014 è stata la protagonista del film Mommy, altro film diretto da Dolan.

## Filmografia

### Cinema
- Ding et Dong, le film, regia di Alain Chartrand (1990)
- Montréal rétro, regia di Mazouz Ould-Abderrahmane (1992)
- Montréal vu par..., segmento Rispondetemi, regia di Léa Pool (1992)
- La Vie secrète des gens heureux, regia di Stéphane Lapointe (2006)
- Super Phoenix, regia di Sylvie Rosenthal (2007) – cortometraggio
- Serveuses demandées, regia di Guylaine Dionne (2008)
- Grande Ourse - La clé des possibles, regia di Patrice Sauvé (2009)
- J'ai tué ma mère, regia di Xavier Dolan (2009)
- Les Amours imaginaires, regia di Xavier Dolan (2010)
- Le Sens de l'humour, regia di Émile Gaudreault (2011)
- Laurence Anyways e il desiderio di una donna..., regia di Xavier Dolan (2012)
- Mommy, regia di Xavier Dolan (2014)
- Riparare i viventi (Réparer les vivants), regia di Katell Quillévéré (2016)
- Il complicato mondo di Nathalie (Jalouse), regia di David Foenkinos e Stéphane Foenkinos (2017)
- Matthias & Maxime, regia di Xavier Dolan (2019)

### Televisione
- Chambres en ville – serie TV (1989-1996)
- Virginie – serie TV (1996-2002)
- Paparazzi – serie TV (1997)
- L'Enfant des Appalaches, regia di Jean-Philippe Duval – film TV (1997)
- Le Grand Blond avec un show sournois – serie TV (2000)
- Rumeurs – serie TV (2003-2004)
- Grande Ourse – serie TV, episodio 1x01 (2004)
- Détect.inc. – serie TV (2004)
- Le cœur a ses raisons – serie TV, 39 episodi (2005-2007)
- Les Parent – serie TV, 20 episodi (2008-2011)

## Doppiatrici italiane
Nelle versioni in italiano dei suoi film, Anne Dorval è stata doppiata da:
- Laura Romano in Mommy, Matthias & Maxime
- Antonella Giannini in Riparare i viventi
- Loredana Nicosia in Il complicato mondo di Nathalie